# Philosophie première (Jankélévitch)

Philosophie première, introduction à une philosophie du presque est un essai philosophique de Vladimir Jankélévitch publié en 1954.

## Présentation
Dans cet ouvrage central, le philosophe situe le lieu inaccessible de la philosophie première, la seule digne de ce nom. Il pourrait être considéré comme un approfondissement de cette phrase de son maître Bergson, énoncée dans le chapitre concernant l'intuition de La pensée et le mouvant, qu'il cite: « En ce point est quelque chose de simple, d'infiniment simple, de si extraordinairement simple que le philosophe n'a jamais réussi à le dire. Et c'est pourquoi il a parlé toute sa vie. » (Ch.IX, Par.10).
Se référant à beaucoup de philosophes, parmi lesquels occupent une place particulière Plotin et Pascal, il se tient sur le seuil du mystère qui est le seul objet de la philosophie première: « Ce qui est racontable et analysable en philosophie première, c'est le progrès des négations secondes, toutes partitives et hypothétiques, parce que toutes présupposant la positivité de la pensée négative elle-même... Il n'y a plus rien à dire sur la dernière, seule effective et décisive et suffisante, car elle est une extinction soudaine et un presque-rien instantané. » (Ch.IV, Par.3). Jankélévitch nous fait progresser avec lui de négation seconde en négation seconde, actualisant les trois ordres et l'esprit de finesse de Pascal: « Il y a une super-finesse qui diffère infiniment de la finesse: ainsi le monde des intentions diffère autant du logos que le logos diffère de l'empirie... Si la métempirie... était le plan suprême, il n'y aurait d'autre métaphysique que gnoséologique, c'est-à-dire encore immanente... » (Ch.II Par.1) et encore: « Deux plans s'étagent au-dessus de cette empirie... le plan des vérités éternelles... et le fait de l'empirie totale... La vie est le cela-va-de-soi quotidien de tout être, mais le fait de vivre est un profond mystère. Cette surnaturalité limpide en toute naturalité ne mérite-t-elle pas seule le nom de mystère? » (Ch.I Par.4)
Il revisite tous les concepts philosophiques et spirituels, l'amour, le mystère, l'âme, le surnaturel, (« l'âme étant en pleine naturalité, notre surnaturalité domestique » Ch.I Par.1), la transcendance, l'au-delà ("epekeina"), l'absolu, dieu ("l'Ipséité"), la création etc. et évidemment la philosophie première: « La philosophie, la presque-inexistante philosophie, est une tangence presque-impondérable avec le presque-inattingible... dans l'instant, si l'instant est non seulement l'abolition des trois dimensions, mais l'abolition de la position dans l'espace et du point lui-même. » (De la philosophie).
Il donne principalement envie de le suivre non seulement par la finesse de son propos mais par la joie qui affleure en tout son texte: « On peut, après tout, vivre sans le je-ne-sais-quoi, comme on peut vivre sans philosophie, sans musique, sans joie et sans amour. Mais pas si bien. » (De la philosophie).

## Éditions
- Philosophie première, introduction à une philosophie du presque, 1954, Paris, PUF, 268 p. ; 2e éd. 1968, 1985, Quadrige, d. éd.